# Giovanni Battista Panizza
Giovanni Battista Panizza (7. října 1852 Volano – 5. července 1923 Lizzana) byl rakouský římskokatolický duchovní a politik italské národnosti z Tyrolska (respektive z Jižního Tyrolska), na počátku 20. století poslanec Říšské rady.

## Biografie
Studoval na kněžském semináři v Trentu. Po vysvěcení na kněze působil jako duchovní v obci Folgaria, pak Lizzana. Zasloužil se tam o rozvoj zemědělského družstevnictví a družstevní záložny. V roce 1898 usedl na post prezidenta Federace družstev v Trentu. V této funkci vystřídal Lorenza Guettiho. Ve funkci setrval do roku 1919. Patřil mezi zakladatele katolické banky v Trentu.
Od roku 1908 zasedal coby poslanec Tyrolského zemského sněmu. Uspěl i v zemských volbách roku 1914.
Působil i jako poslanec Říšské rady (celostátního parlamentu Předlitavska), kam usedl ve volbách do Říšské rady roku 1907, konaných poprvé podle všeobecného a rovného volebního práva. Byl zvolen za obvod Tyrolsko 20. Po volbách roku 1907 byl uváděn coby člen klubu Italské lidové strany.